# Muscisaxicola occipitalis
La dormilona nuquiparda (Muscisaxicola occipitalis), es una especie –o la subespecie Muscisaxicola rufivertex occipitalis, dependiendo de la clasificación considerada– de ave paseriforme de la familia Tyrannidae perteneciente al numeroso género Muscisaxicola. Es nativa de regiones andinas del oeste de América del Sur.

## Distribución y hábitat
Se distribuye en Perú (desde el centro de Cajamarca hasta Ayacucho y Puno) y noroeste de Bolivia (La Paz, Cochabamba).
Esta especie habita en áreas semiáridas, abiertas, de pastos cortos, pedregosas; también en laderas abiertas rocosas o en barrancos, entre 3000 y 4500 m de altitud.

## Sistemática

### Descripción original
La especie M. occipitalis fue descrita por primera vez por el ornitólogo estadounidense Robert Ridgway en 1887 bajo el mismo nombre científico; la localidad tipo es: «Lago Titicaca, Perú».

### Etimología
El nombre genérico masculino «Muscisaxicola» es una combinación de los géneros Muscicapa y Saxicola, ambos del Viejo Mundo; y el nombre de la especie «occipitalis», en latín moderno significa ‘occipital’, ‘relativo a la parte trasera de la cabeza’.

### Taxonomía
La presente especie es tratada tradicionalmente como una subespecie de la dormilona nuquirroja (Muscisaxicola rufivertex), pero las clasificaciones Aves del Mundo (HBW) y Birdlife International (BLI) la consideran una especie separada, con base en diferencias morfológicas. Sin embargo esto no es todavía reconocido por otras clasificaciones. Es monotípica.
Las principales diferencias apuntadas por HBW para justificar la separación son: la corona más oscura, de color castaño y no rufo; los loros y el supercilio frontal de color blanco mucho más extenso; el dorso de la cola de color gris pizarra pálido; las partes superiores más pardas y las alas más largas.